# Michał Stachura
Michał Jan Stachura (ur. 1968) – polski historyk, badacz dziejów antyku, bizantynolog. 

## Życiorys
Absolwent studiów historycznych na Uniwersytecie Jagiellońskim. Doktorat i habilitacja tamże. Pracownik Zakładu Historii Bizancjum Instytutu Historii Uniwersytetu Jagiellońskiego.

## Zainteresowania badawcze
- Herezje chrześcijańskiej starożytności
- Prawna pozycja mniejszości religijnych w późnej starożytności
- Przemiany ustrojowe państwa rzymskiego u schyłku starożytności
- Historiografia późnoantyczna ze szczególnym uwzględnieniem historiografii kościelnej
- Źródła normatywne późnej starożytności, ze szczególnym uwzględnieniem Kodeksu Teodozjusza
- Zastosowanie metod kognitywistyki w badaniach tekstów normatywnych późnej starożytności
- Sposób opisu wroga porządku publicznego w okresie późnoantycznym
- Historyczne gry planszowe jako medium opisu rzeczywistości historycznej
- Psychologiczne aspekty wojny przednowoczesnej

## Wybrane publikacje
- Heretycy, schizmatycy i manichejczycy wobec cesarstwa rzymskiego (lata 324-428, wschodnia część Imperium), Kraków: "Historia Iagellonica" 2000.
- (redakcja) Continuity and change: studies in late antique historiography, ed. by Dariusz Brodka and Michał Stachura, Kraków: Jagiellonian University Press 2007.
- Wrogowie porządku rzymskiego. Studium zjawiska agresji językowej w Kodeksie Teodozjusza, Nowelach Postteodozjańskich i Konstytucjach Sirmondiańskich, Kraków: Towarzystwo Wydawnicze "Historia Iagellonica" 2010.